# Who Are You
Who Are You ist ein Musikalbum der britischen Rockband The Who.
Das Album wurde von Polydor im August 1978 veröffentlicht. Produziert wurde es von Glyn Johns und Jon Astley. Auch auf diesem Album experimentierte Townshend mit neuen Klängen und Synthesizern. Auf dem Albumcover ist die Band zu sehen. Keith Moon sitzt dabei auf einem Stuhl, auf dem die Worte Not to be taken away, sinngemäß Nicht wegnehmen bzw. Nicht dafür gedacht, von uns genommen zu werden, zu lesen sind. Kurze Zeit später stirbt er an einer Überdosis, es ist das letzte Album der Gruppe in Originalbesetzung.
Neben der typischen Besetzung ist auf dem Album Andy Fairweather-Low, einstiger Frontmann von Amen Corner, als Hintergrundsänger zu hören. Rod Argent war an drei Stücken beteiligt. Er spielte Synthesizer bei Had Enough, Klavier bei Who Are You und Keyboards bei Guitar and Pen. Die Arrangements für die Streichinstrument stammten von Ted Astley.

## Titelliste
Seite 1
1. „New Song“ – 4:14
2. „Had Enough“ (John Entwistle) – 4:27
3. „905“ (Entwistle) – 4:02
4. „Sister Disco“ – 4:23
5. „Music Must Change“ – 4:39

Seite 2
1. „Trick of the Light“ (Entwistle) – 4:06 (original Version), 4:45 (1996 überarbeitete CD)
2. „Guitar and Pen“ – 5:56
3. „Love Is Coming Down“ – 4:04
4. „Who Are You“ – 6:16

1996 überarbeitete Version mit Bonustiteln
1. „No Road Romance“ – 5:10
2. „Empty Glass“ – 6:23
3. „Guitar and Pen“ (Olympic '78 Mix) – 5:58
4. „Love Is Coming Down“ (Work-in-Progress Mix) – 4:06
5. „Who Are You“ (Lost Verse Mix) – 6:18

Alle Lieder wurden von Pete Townshend geschrieben sofern nicht anders vermerkt.

## Sonstiges
- Eine verkürzte Version des Liedes Who Are You dient als Titelstück der Fernsehserie CSI: Vegas.
- Der Refrain des Liedes Who Are You wird als Titelmusik von The Masked Singer genutzt.
- Die Krankenhaus-Band The Worthless Peons aus Scrubs probt das Stück für das Festival „a-capella-looza“ (Staffel 7, Episode 4: Meine Eselsbrücken).